# Японці у Бразилії
Японці у Бразилії (яп. 日系ブラジル人, порт. Nipo-brasileiros) — громадяни Бразилії які мають японське походження, або японські іммігранти, що проживають у Бразилії.
Перші японські іммігранти прибули до Бразилії 1908 року. Бразилія є другою країною за кількістю японців після самої Японії. Починаючи з 1980-х років, деякі японські бразильці почали повертатися до Японії.Зовсім недавно серед бразильців японського походження закріпилася тенденція міжрасових
шлюбів, причому коефіцієнт расових шлюбів наближається до 50 % і зростає.

## Історія
У кінці 19-го початку 20-го століть кава була основним експортним продуктом Бразилії. Спочатку бразильські фермери використовували африканську рабську працю на кавових плантаціях, але 1850 року торгівля рабами була заборонена у Бразилії. Щоб вирішити проблему дефіциту робочої сили, бразильська еліта вирішила залучити європейських іммігрантів працювати на кавових плантаціях. Це також відповідало поштовхам уряду до «відбілювання» країни. Надія полягала в тому, що шляхом продовження роду великі африканські та корінні американські групи будуть ліквідовані або скорочені. Уряд та фермери запропонували оплатити проїзд європейським іммігрантам. План заохотив мільйони європейців, більшість з яких були італійцями. Однак, потрапивши до Бразилії, іммігранти отримували дуже низькі зарплати та працювали у поганих умовах, включаючи тривалий робочий час та часте жорстоке поводження з боку начальства. Через це 1902 року Італія ухвалила указ Принетті, що забороняв еміграцію до Бразилії.
Кінець феодалізму у Японії викликав велику бідність у селах, тому багато японців почали емігрувати в пошуках кращих умов життя. До 1930-х років індустріалізація Японії значно збільшила населення. Однак перспективи міграції японців до інших країн були обмежені: США заборонили імміграцію не білих людей з деяких частин світу на тій підставі, що вони не будуть інтегруватися у суспільство. У той же час в Австралії політика «Білої Австралії» запобігала імміграції небілих в Австралію.

### Перші емігранти
1907 року уряд Бразилії та уряд Японії підписали договір, що дозволяє японцям мігрувати до Бразилії. Частково це було пов'язано із зменшенням іміграції з Італії до Бразилії та новим дефіцитом робочої сили на плантаціях кави.
За перші сім років прибуло 3434 японські родини (14 983 особи). Початок Першої світової війни 1914 року започаткував бум міграції Японії до Бразилії. Таким чином, між 1917 і 1940 роками понад 164 000 японців прибули до Бразилії, 75 % з них — до Сан-Паулу, де розташована більшість плантацій кави.
| Роки      | Населення |
| --------- | --------- |
| 1906–1910 | 9,000     |
| 1911–1915 | 13,371    |
| 1916–1920 | 13,576    |
| 1921–1925 | 11,350    |
| 1926–1930 | 59,564    |
| 1931–1935 | 72,661    |
| 1936–1941 | 16,750    |
| 1952–1955 | 7,715     |
| 1956–1960 | 29,727    |
| 1961–1965 | 9,488     |
| 1966–1970 | 2,753     |
| 1971–1975 | 1,992     |
| 1976–1980 | 1,352     |
| 1981–1985 | 411       |
| 1986–1990 | 171       |
| 1991–1993 | 48        |
| Всього    | 242,643   |

### Нове життя у Бразилії
Переважна більшість японських іммігрантів мали намір кілька років попрацювати у Бразилії, заробити трохи грошей і поїхати додому. Однак «швидко розбагатіти» була мрією, яку було майже неможливо здійснити. Оскільки кілька людей потребували грошової підтримки в цих сімейних одиницях, японські іммігранти виявили майже неможливим повернення додому до Японії навіть через роки після еміграції до Бразилії. Іммігранти отримували дуже низьку заробітну плату і довго працювали виснажливо. Крім того, все, що споживали іммігранти, потрібно було придбати у землевласника. Незабаром їх борги стали дуже великими.
Власники землі у Бразилії все ще мали рабський менталітет. Іммігранти змушені були протистояти жорсткості та відсутності трудового законодавства. Заборговані та піддані багатогодинній виснажливій роботі, часто зазнаючи фізичного насильства, іммігранти розцінили втечу з Бразилії як альтернативу, щоб уникнути самогубства.
Зміна мови, релігії, харчових звичок, одягу, способу життя та кліматичні відмінності спричинив культурний шок. Багато іммігрантів намагалися повернутися до Японії, але бразильські фермери перешкоджали цьому, вимагаючи від них виконання контракту та роботи з кавою. Навіть коли вони були вільні від своїх контрактних зобов'язань на кавових плантаціях Бразилії, іммігрантам часто було неможливо повернутися додому через дуже малий заробіток. Натомість багато японських іммігрантів купували землю в сільській місцевості Бразилії, та були змушені вкладати в землю все, що мали, щоб колись заробити достатньо грошей, щоб повернутися до Японії. Як незалежні фермери, японські іммігранти утворювали спільноти, які були етнічно ізольовані від решти бразильського суспільства. Іммігранти, які оселилися та утворили ці громади, називали себе шокумінами, а їхні поселення — шокумінчі.
1 серпня 1908 року The New York Times зауважила, що відносини між Бразилією та Японією на той час були «не надто сердечними» через «ставлення Бразилії до японських робітників».
Японські діти, народжені у Бразилії, навчалися в школах, заснованих японською спільнотою. Більшість з них навчилися тільки говорити японською мовою. З роками багатьом японцям вдалося купити власну землю і стати дрібними фермерами. Вони почали садити полуницю, чай та рис. Лише 6 % дітей були результатом міжрасових відносин. Іммігранти рідко приймали шлюб з не японцем.
До 1930-х років бразильці скаржилися, що незалежні японські громади утворили «расові цисти», і не бажають надалі інтегрувати японських бразильців у бразильське суспільство. Японський уряд через консульство Японії в Сан-Паулу безпосередньо займався навчанням японських дітей у Бразилії. Японська освіта у Бразилії була змодельована за системами освіти у Японії, а школи в японських громадах Бразилії отримували фінансування безпосередньо від уряду Японії. До 1933 року японських бразильців налічувалося 140 000—150 000.
Оскільки Бразилія під керівництвом Жетулью Варгаса та Японська імперія брали участь на стороні Осі у Другій світовій війні, японські бразильці стали більш ізольованими від своєї рідної країни. Японські лідери та дипломати Бразилії виїхали до Японії після того, як Бразилія 29 січня 1942 року розірвала всі відносини з Японією, що змусило японських бразильців боротися за себе у країні, яка стає все більш ворожою для них. Режим Варгаса запровадив кілька заходів, спрямованих проти японського населення Бразилії, включаючи втрату свободи пересування в межах Бразилії, цензуру японських газет (навіть друкованих португальською) та ув'язнення, якщо японських бразильців спіймали на публічній розмові. Японські бразильці розділилися між собою, а деякі навіть звернулися до звинувачень щодо японських фермерів, які працювали у бразильських фермерів. Однак до 1947 року після закінчення Другої світової війни напруженість між бразильцями та їхнім японським населенням значно охолола. Повернулися до друку япономовні газети і відновлено освіту на японській мові. Друга світова війна залишила японських бразильців ізольованими від рідної країни та цензурованими бразильським урядом. Але, здебільшого, життя повернулося до нормального стану після закінчення війни.

### Вимушена асиміляція
28 липня 1921 року представники Андраде Безерра та Чинсінато Брага запропонували закон, у статті 1 якого передбачалося: «Імміграція осіб чорної шкіри до Бразилії заборонена». 22 жовтня 1923 року представник Фіделіс Рейс підготував черговий законопроєкт про в'їзд іммігрантів, п'ята стаття якого полягала в наступному: "В'їзд поселенців чорної шкіри до Бразилії заборонена.
За кілька років до Другої світової війни уряд президента Жетулью Варгаса ініціював процес примусової асиміляції іммігрантів у Бразилії. Конституція 1934 року мала юридичні положення на цю тему: «Концентрація іммігрантів у будь-якій точці країни заборонена, закон повинен регулювати відбір, місцезнаходження та асиміляцію іноземця». Проєкт асиміляції торкнувся переважно японських, італійських, єврейських та німецьких іммігрантів та їх нащадків.
За задумом уряду, не біле населення Бразилії повинно зникнути в межах домінуючого класу португальського та бразильського походження. Таким чином, населення змішаних рас має бути «вибілене» шляхом вибіркового змішування, а потім надано перевагу європейській імміграції. Як наслідок, популяція не білого кольору шкіри поступово досягла б бажаного фенотипу білого. Уряд зосередився на італійцях, євреях та японцях. Формування «Етнічних цист» серед іммігрантів не португальського походження перешкодило реалізації проєкту відбілювання бразильського населення. Тоді уряд почав діяти на ці спільноти іноземного походження, щоб змусити їх інтегруватися в «бразильську культуру» з португальським корінням. Це була панівна ідея об'єднання всіх жителів Бразилії під єдиним "національним духом. Під час Другої світової війни Бразилія розірвала відносини з Японією. Японські газети та викладання японської мови в школах були заборонені, а португальська мова залишалася єдиним варіантом для людей-нащадків з Японії. Газети італійською або німецькою мовами також рекомендували припинити виробництво, оскільки Італія та Німеччина були союзниками Японії у війні. 1939 року у Сан-Паулу показали, що 87,7 % японських бразильців читають газети японською мовою, що є високим показником.
Японці опинилися як «небажані іммігранти» в рамках «відбілюючої» та асиміляційної політики уряду Бразилії. Олівейра Віана, бразильський юрист, історик та соціолог описав японських іммігрантів так: "Вони (японці) подібні до сірки: нерозчинні. 1941 року міністр юстиції Бразилії Франсіско Кампос відстоював заборону на в'їзд іммігрантів-японців у Сан-Паулу і написав: «їхній рівень життя — це жорстока конкуренція з працівниками країни. Їх егоїзм, їхня недобросовісність, їх вогнетривкий характер, роблять їх величезною етнічною та культурною цистою, розташованою у найбагатших регіонах Бразилії».
Японсько-бразильська громада була сильно позначена обмежувальними заходами, коли Бразилія оголосила війну Японії в серпні 1942 року. Японські бразильці не могли подорожувати країною, було закрито понад 200 японських шкіл, а радіообладнання було вилучено для запобігання короткохвильовій передачі з Японії. Тисячі японських іммігрантів були заарештовані або вигнані з Бразилії за підозрою у шпигунстві. Було багато анонімних доносів на «діяльність проти національної безпеки», що випливала з розбіжностей між сусідами, стягнення боргів і навіть бійок між дітьми. Японські бразильці були заарештовані за «підозрілу діяльність», коли вони були на художніх зустрічах або пікніках.
Під час Національних установчих зборів 1946 року представник Ріо-де-Жанейро Мігель Куто Фільо запропонував такі зміни до Конституції Бразилії: «Заборонено в'їзд до країни японських іммігрантів будь-якого віку та будь-якого походження». В останньому голосуванні було 99 голосів «за» і 99 «проти». Сенатор Фернандо де Мело Віана, який голосував на сесії Установчих зборів, мав вирішальний голос і відхилив поправку до Конституції. Лише одним голосом імміграція японців до Бразилії не була заборонена Конституцією Бразилії 1946 року.
Японські іммігранти постали перед бразильським урядом як небажані іммігранти. Будучи азіатами, вони не сприяли процесу «відбілювання» бразильського народу, як того хотіла правляча бразильська еліта. У цьому процесі примусової асиміляції японці більше, ніж будь-яка інша група емігрантів, зазнали етнокультурних переслідувань, накладених у цей період.

### Престиж
Десятиліттями японські бразильці розглядалися як народ, який не засвоюється. Іммігранти розглядалися лише як резерв дешевої робочої сили, яку слід використовувати на кавових плантаціях, і Бразилія повинна уникати поглинання їх культурного впливу. Це поширене уявлення про те, що японці негативно ставляться до Бразилії, було змінено протягом наступних десятиліть. Японці з роками змогли подолати труднощі та кардинально поліпшити своє життя завдяки наполегливій праці та навчанню. Цьому також сприяло залучення японського уряду до процесу міграції. Образ працьовитих мігрантів допомогло розвинути країну, а сільське господарство допомогло усунути недовіру місцевого населення та створити позитивний імідж японців. У 1970-х роках Японія стала однією з найбагатших країн світу, синонімом сучасності та прогресу. У той же період японські бразильці досягли великих культурних та економічних успіхів, ймовірно, це група іммігрантів, яка найшвидше досягла прогресу в Бразилії. Завдяки потужній японській економіці та швидкому збагаченню Японії, в останні десятиліття бразильці японського походження досягли суспільного престижу в Бразилії, що багато в чому контрастує з агресією, з якою в країні ставилися до перших іммігрантів.

## Інтеграція та змішані шлюби
Станом на 2008 рік, багато японських бразильців належать до третього покоління (сансей), які складають 41,33 % спільноти. Перше покоління (іссей) становить 12,51 %, друге покоління (нісей) — 30,85 %, четверте покоління (йонсей) — 12,95 %.
Хоча люди японського походження складають лише 0,8 % населення країни, вони є найбільшою японською спільнотою за межами Японії, де проживає понад 1,4 млн осіб. У районах з великою кількістю японців, таких як Сан -Паулу та Парана, з 1970-х років велика кількість нащадків з Японії почала одружуватися на інших етнічних групах.
Нині серед 1,4 мільйона бразильців японського походження 28 % мають певне не японське походження. Це число досягає лише 6 % серед дітей японських іммігрантів, але 61 % серед правнуків японських іммігрантів.

### Релігія
Іммігранти, як і більшість японців, були переважно послідовниками синтоїзму та буддизму. У японських громадах Бразилії бразильські священики докладали значних зусиль, щоб прозелити японців. Зовсім недавно змішані шлюби з католиками також сприяли зростанню католицизму в громаді. В даний час 60 % японсько-бразильців є римо-католиками, а 25 % — прихильниками японської релігії.

### Бойові мистецтва
Імміграція японців до Бразилії, зокрема імміграція дзюдоїста Міцуйо Маеди, призвела до розвитку одного з найефективніших сучасних єдиноборств — бразильського джиу джитсу.

### Мова
Знання японської та португальської мови відображає інтеграцію японців до Бразилії протягом кількох поколінь. Хоча іммігранти першого покоління часто погано вивчають португальську мову або не користуються нею часто, більшість мігрантів з другого покоління є двомовними. Однак третє покоління є одномовним та розмовляє тільки португальською мовою.

### Розподіл та чисельність населення
| Сан-Паулу    | 693,495   |
| Парана       | 143,588   |
| Пернамбуко   | 88,449    |
| Менас Герайс | 75,449    |
| Інші         | 414,704   |
| Всього       | 1,405,685 |

## 100-річчя
2008 року в Японії та Бразилії відбулося багато урочистостей, присвячених століттю імміграції Японців до Бразилії. Імператор Японії Нарухіто прибув до Бразилії 17 червня для участі в урочистостях. Він відвідав Сан-Паулу, Парану, Мінас-Жерайс та Ріо-де-Жанейро. Протягом усього часу свого перебування в Бразилії Імператор приймав натовп японських емігрантів та їх нащадків. Він порушив правила японської монархії, який забороняє фізичний контакт з людьми, і привітав бразильський народ. У Сан-Паулу Імператор говорив з 50 000 людей, а у Парані — з 75 000.

## ЗМІ
У Сан-Паулу є два японські видання — São Paulo Shimbun та Nikkey Shimbun. Перший був створений 1946 року, а другий — 1998 року. Останній має португальське видання Jornal Nippak, і обидві публікації мають португальські вебсайти
Nambei, опублікований 1916 року, був першою японською газетою Бразилії. 1933 року 90 % бразильців із східної Азії читали японські видання, включаючи 20 періодичних видань, 15 журналів та п'ять газет. Збільшення кількості публікацій відбулося через імміграцію японців до Бразилії. Але уряд заборонив друкувати японські газети під час Другої світової війни.

## Декасегі
Протягом 1980-х років економічна ситуація в Японії покращилася і досягла стабільності. Багато японських бразильців вирушили до Японії як контрактники через економічні та політичні проблеми в Бразилії, і їх назвли «Декасегі». Робочі візи були запропоновані бразильським Декасегам 1990 року, що сприяло збільшенню імміграції з Бразилії.
1990 року уряд Японії дозволив легальний в'їзд японців та їх нащадків до третього покоління в Японію. На той час Японія приймала велику кількість нелегальних іммігрантів з Пакистану, Бангладеш, Китаю та Таїланду. Законодавство 1990 року передбачало відбір іммігрантів, які потрапили до Японії, надаючи явну перевагу японським нащадкам з Південної Америки, особливо Бразилії. Багато японських бразильців почали іммігрувати. Приплив японських нащадків з Бразилії до Японії був і продовжує бути значним: сьогодні в Японії проживає понад 300 000 бразильців, переважно як робітники на заводах.
Через їх японське походження японський уряд вважав, що бразильців легше інтегрувати в японське суспільство. Насправді, цієї легкої інтеграції не відбулося.
Вони також становлять найбільшу кількість носіїв португальської мови в Азії, більшу, ніж у колишніх португальських колоніях, таких як Східний Тимор, Макао та Гоа разом узятих. Так само Бразилія, поряд з японо-американським населенням у Сполучених Штатах, зберігає свій статус дому для найбільшої японської спільноти за межами Японії.
Міста та префектури з найбільшою кількістю бразильців у Японії: Хамамацу, Айті, Сідзуока, Канагава, Сайтама та Гунма. Бразильці в Японії зазвичай мають освіту. Однак вони працюють на японських автомобільних та електронних заводах. Більшість бразильців їдуть до Японії, залучені кадровими агентствами (легальними чи незаконними) спільно з фабриками. Багато бразильців піддаються годинам виснажливої роботи, заробляючи за японськими мірками невелику зарплату. Тим не менш, 2002 року бразильці, які проживають у Японії, надіслали до Бразилії 2,5 мільярда доларів США.
Через фінансову кризу 2007—2010 років багато бразильців повернулися з Японії до Бразилії. За оцінками, з січня 2011 року по березень Японію покинули 20 000 бразильських іммігрантів.

### Бразильська ідентичність в Японії
У Японії багато японських бразильців зазнають упереджень, оскільки вони не можуть вільно розмовляти японською. Незважаючи на свою японську зовнішність, бразильці в Японії є культурно бразильцями, які зазвичай говорять лише португальською, і ставляться до них як до іноземців.
Діти Декасеги стикаються з труднощами в японських школах. Тисячі бразильських дітей не навчаються в Японії.
Вплив Бразилії в Японії зростає. У Токіо проходить найбільший карнавальний парад за межами самої Бразилії. Португальська є третьою іноземною мовою в Японії, після китайської та корейської, і є однією з найбільш вивчених мов студентами в країні. За оцінками, в Оїдзумі 15 % населення розмовляє португальською як рідною мовою. У Японії є дві газети на португальській мові, крім радіо та телевізійних станцій, якими розмовляють цією мовою. Бразильська мода та музика Bossa Nova також популярні серед японців. 2005 року в Японії налічувалося приблизно 302 000 громадян Бразилії, з яких 25 000 мають також і японське громадянство.

## Видатні особи

### Мистецтво
- Еріка Авано, художниця та письменниця
- Роджер Крус, художник коміксів
- Фабіо Іде, актор і модель
- Юу Камія, художник манги та прозаїк
- Джуліана Імай, модель
- Адріана Ліма, модель
- Даніель Мацунага, актор і модель
- Lovefoxxx (Луїса Ханае Мацусіта), солістка групи CSS
- Керол Накамура, модель і актриса
- Руй Охтаке, архітектор
- Томі Отаке, художник
- Оскар Ойва, художник
- Леандро Окабе, модель
- Ліза Оно, співачка
- Рьот (Рікардо Токумото), карикатурист
- Акіхіро Сато, актор і модель
- Сабріна Сато, модель і телеведуча
- Даніеле Сузукі, актриса і телеведуча
- Фернанда Такаї, солістка групи Pato Fu
- Карлос Такеші, актор
- Марлон Тейшейра, модель
- Тізука Ямасакі, кінорежисер
- Матеус Асато, музикант

### Бізнес
- Теруакі Ямагіші

### Політика
- Луїс Гушікен, колишній міністр зв'язку
- Ньютон Іші, агент Федеральної поліції
- Кім Катаґурі, організатор Руху за вільну Бразилію[38]
- Жуніті Сайто, колишній командувач ВПС Бразилії

### Релігія
- Жуліо Енді Акамін, римо-католицький архієпископ
- Хідеказу Такаяма, пастор і політик Асамблеї Бога

### Спорт
- Деку, футболіст, представляє Португалію на міжнародному рівні
- Серхіо Ечіго, колишній футболіст
- Сандро Хіроші, колишній футболіст
- Вагнер Лопес, колишній футболіст
- Уго Хояма, гравець у настільний теніс
- Ваня Ішії, борець дзюдо
- Кайо Джапа, футболіст
- Кайсей Ітіро, борець сумо
- Педро Кен, футболіст
- Бруна Ліл, гімнастка Олімпійських ігор 2012 у Лондоні
- Ліото Мачіда, боєць змішаних єдиноборств, каратист, колишній борець сумо та колишній чемпіон Ultimate Fighting Championship у напівважкій вазі
- Чінзо Мачіда, боєць змішаних єдиноборств, каратист, боєць Bellator, 12-кратний чемпіон Бразилії з карате
- Маріо Ямасакі, арбітр змішаних єдиноборств, практик джиу-джитс[39]
- Шигето Ямасакі, дзюдоїст на Олімпіаді 1992 року[39]
- Гойті Ямаучі, боєць змішаних єдиноборств, винищувач Bellator
- Скотт Маккензі, гравець у дартс
- Міцуйо Маеда, борець дзюдо
- Артур Маріано, гімнаст Олімпійських ігор 2016 у Ріо
- Ендрюс Накахара, боєць змішаних єдиноборств та каратист
- Пауло Міяо, бразильський учасник джиу-джитсу
- Пауло Міясіро, триатлоніст
- Пауло Нагамура, футболіст
- Мар'яна Охата, триатлоністка
- Тецуо Окамото, колишній плавець
- Поляна Окімото, плавець на довгі дистанції
- Ногучі Пінто, футболіст
- Рожеріо Ромеро, колишній плавець
- Лукас Салатта, плавець
- Серхіо Сасакі, олімпійський гімнаст у Ріо -2016
- Манабу Сузукі, колишній гонщик, став автором журналу та диктором автоспорту
- Рафаель Сузукі, гонщик
- Родріго Табата, футболіст, представляє Катар на міжнародному рівні
- Маркус Туліо Танака, футболіст, представляє Японію на міжнародному рівні
- Бруна Такахасі, настільна тенісистка
- Аугусто Сакай, боєць змішаних єдиноборств
- Даніель Японес, гравець у футзал